# ピアノ五重奏曲
ピアノ五重奏曲（ピアノごじゅうそうきょく）は西洋音楽における室内楽曲の形態の1つ。19世紀以降はピアノに弦楽四重奏を加えた編成が基本である。このジャンルにおける代表作であるフランツ・シューベルトの『鱒』など、19世紀初頭まではコントラバスを加えた編成が多かったが、ロベルト・シューマン以降は上記の編成が主流となった。一部では、管楽器を用いた曲も見られる。
一般にソナタと同じ構成を持つ複数楽章から構成される。すなわち、急-緩-舞-急の4楽章または急-緩-急の3楽章から成っていて、第1楽章がソナタ形式となっているのが基本的な形である。

## 主な作曲家と作品
- フンメル - 変ホ短調 op.87、ニ短調（七重奏曲第1番ニ短調 Op.74の編曲版）…共にピアノ、ヴァイオリン、ヴィオラ、チェロ、コントラバスの編成。
- オンスロー - ト長調op.76
- リース - ロ短調op.74
- ベルワルド - 第1番ハ短調、第2番イ長調
- シューベルト - イ長調 D667「鱒」　…ピアノ、ヴァイオリン、ヴィオラ、チェロ、コントラバスの編成。
- ノヴァコフスキ - 変ホ長調op.17
- ファランク - 第1番イ短調op.30、第2番ホ長調op.31
- シューマン - 変ホ長調 Op.44
- キール - 第1番イ長調op.75、第2番ハ短調op.76
- フランク - ヘ短調
- ラフ - イ短調op.107
- ライネッケ - イ長調op.83
- ルビンシテイン - ト短調op.99
- ブラームス - ヘ短調 op.34
- ボロディン - ハ短調
- サン＝サーンス - イ短調op.14
- ゲッツ - ハ短調op.16
- ズガンバーティ - 第1番ヘ短調op.4、第2番変ロ長調op.4
- ドヴォルザーク - 第1番イ長調 B.28、第2番イ長調 B.155
- ヴィドール - 第1番ニ短調op.7、第2番ニ長調op.68
- フォーレ - 第1番ニ短調 op.89、第2番ハ短調 op.115
- ザレンプスキ - ト短調 op.34
- シンディング - ホ短調op.5
- タネーエフ - ト長調op.30
- マルトゥッチ - ハ長調op.45
- エルガー - イ短調op.84
- アレンスキー - ニ長調 op.51
- トゥイレ - 第2番変ホ長調 op.20
- ピエルネ - ホ短調 op.41
- シベリウス - ト短調
- グラナドス - ト短調
- ビーチ - 嬰ヘ短調op.67
- プフィッツナー - ハ長調op.23
- ヴィエルヌ - ハ短調op.42
- レーガー - 第1番ハ短調op.64、第2番ハ短調
- アーン - 嬰ヘ短調
- フランツ・シュミット - ト長調
- エルンスト・フォン・ドホナーニ - 第1番ハ短調op.1、第2番変ホ短調op.26
- ブリッジ
- ブロッホ - 第1番ハ長調op.1、第2番
- メトネル - ハ長調
- エネスク - op.29
- バルトーク - ハ長調
- トゥリーナ - ト短調op.1
- ヴェーベルン - ハ長調（単一楽章）
- フルトヴェングラー - ハ長調
- トッホ - op.64
- オーンスタイン
- ヒンデミット - op.7
- コルンゴルト - ホ長調op.15
- チェレプニン - op.44
- ショスタコーヴィチ - ト短調 op.57
- ヒナステラ - op.29
- ペイコ - ニ短調
- コッコネン - op.5
- ヘンツェ
- シュニトケ

## 類似の編成による楽曲
ピアノと管楽器のための五重奏曲 - 単にピアノ五重奏曲と呼ばれることもある。

### オーボエ、クラリネット、ファゴット、ホルン、ピアノ
- モーツァルト：K.452
- プレイエル：ハ長調
- ベートーヴェン：Op.16
- ローソーン

### フルート、オーボエ、クラリネット、ファゴット、ピアノ
- マニャール

### フルート、クラリネット、ファゴット、ホルン、ピアノ
- シュポーア：op.52
- アントン・ルビンシテイン：ヘ長調op.55
- リムスキー＝コルサコフ：変ロ長調

## 類似の形式を持つ楽曲
- 交響曲
- 独奏協奏曲
- 独奏ソナタ
  - ピアノソナタ
  - ヴァイオリンソナタ
  - チェロソナタ
  - フルートソナタ
  - クラリネットソナタ
- ピアノ三重奏曲
- ピアノ四重奏曲
- 弦楽四重奏曲
- クラリネット五重奏